# Cantón de Garches
El cantón de Garches era una división administrativa francesa, que estaba situada en el departamento de Altos del Sena y la región de Isla de Francia.

## Composición
El cantón estaba formado por una comuna, más una fracción de otra:
- Garches
- Rueil-Malmaison (fracción)

## Supresión del cantón de Garches
En aplicación del Decreto n.º 2014-256 de 26 de febrero de 2014, el cantón de Garches fue suprimido el 22 de marzo de 2015 y sus 2 comunas pasaron a formar parte; una del nuevo cantón de Rueil-Malmaison y otra del nuevo cantón de Saint-Cloud.